# Granit Xhaka
Granit Xhaka (in albanese: [ɡɾaˈnit ˈdʒaka], pronuncia in grafia italiana: Granit Giaca; Basilea, 27 settembre 1992) è un calciatore svizzero di origini albanesi, centrocampista del Sunderland e della nazionale svizzera, delle quali è capitano.

## Biografia
Nato in Svizzera da genitori di una zona rurale dell'Albania al confine con il Kosovo , è il fratello minore di Taulant Xhaka, anch'egli calciatore professionista.
Nel 2012 è stato inserito nella lista dei migliori calciatori nati dopo il 1991 stilata da Don Balón.

## Caratteristiche tecniche
Di ruolo centrocampista, la sua duttilità gli consente di essere impiegato da mediano di contenimento, da mezzala in un centrocampo a 3 o da trequartista, oltre a essere adattabile (all'occorrenza) anche nel ruolo di terzino. Bravo a giocare sia corto che lungo, è abile nelle verticalizzazioni e spesso rischia la giocata. Xhaka è bravo anche nel costruire trame per i compagni per fare ripartire l'azione, oltre che a recuperare la sfera. Si distingue pure per la leadership e l'ottima personalità di cui dispone, anche se talvolta la sua irruenza sul campo lo rende soggetto a molteplici sanzioni disciplinari. Abile in tackle, tenta spesso di entrare in scivolata, oltre a essere pericoloso nei tiri dalla distanza. Soffre quando è pressato.

## Carriera

### Club

#### Gli inizi, Basilea
Inizia la sua carriera calcistica insieme a suo fratello maggiore Taulant Xhaka nelle giovanili del Concordia Basilea, per poi passare, sempre insieme al fratello, nelle giovanili del Basilea nel 2002. Tra il 2008 ed il 2010 gioca 37 partite con la formazione Under-21 della compagine renana, mettendo a segno 11 gol.
Nella stagione 2010-2011 passa in prima squadra ed il suo debutto con il Basilea arriva il 28 luglio 2010, nel terzo turno di qualificazione per la Champions League contro il Debrecen, partita dove è subentrato al minuto 88 ed ha messo a segno anche il suo primo gol con la nuova maglia, match poi terminato con la vittoria 2-0 della squadra svizzera. Il 21 agosto successivo esordisce in Super League, nella partita pareggiata per 1-1 contro il Thun. Il 15 maggio 2011 va a segno, per la prima volta in campionato, sempre contro il Thun, partita poi vinta per 5-1. Alla fine della prima stagione con la maglia del Basilea scende in campo in 29 occasioni, siglando anche 2 gol e vincendo anche il suo primo titolo, la Super League svizzera.
Nella seconda stagione con il Basilea scende in campo 38 volte e va a segno in una sola occasione quando, il 10 settembre 2011 firma il 4-0 finale contro il Servette; in questa stagione vince campionato ed anche la Coppa Svizzera. A fine stagione lascia la Svizzera per andare a giocare in Germania, nella Bundesliga, tra le file del Borussia M'gladbach. Con il Basilea ha collezionato 67 presenze e segnato 3 gol.

#### Borussia Mönchengladbach
Il 20 maggio 2012 viene acquistato per 9 milioni di euro dal Borussia M'gladbach, con cui firma un contratto quinquennale, con scadenza il 30 giugno 2017. Va a segno per la prima volta con la maglia della squadra tedesca alla terza giornata di campionato, nella sconfitta casalinga 2-3 contro il Norimberga. Con il club tedesco ha totalizzato 140 presenze e 9 gol fra tutte le competizioni, indossando anche la fascia di capitano del club.

#### Arsenal

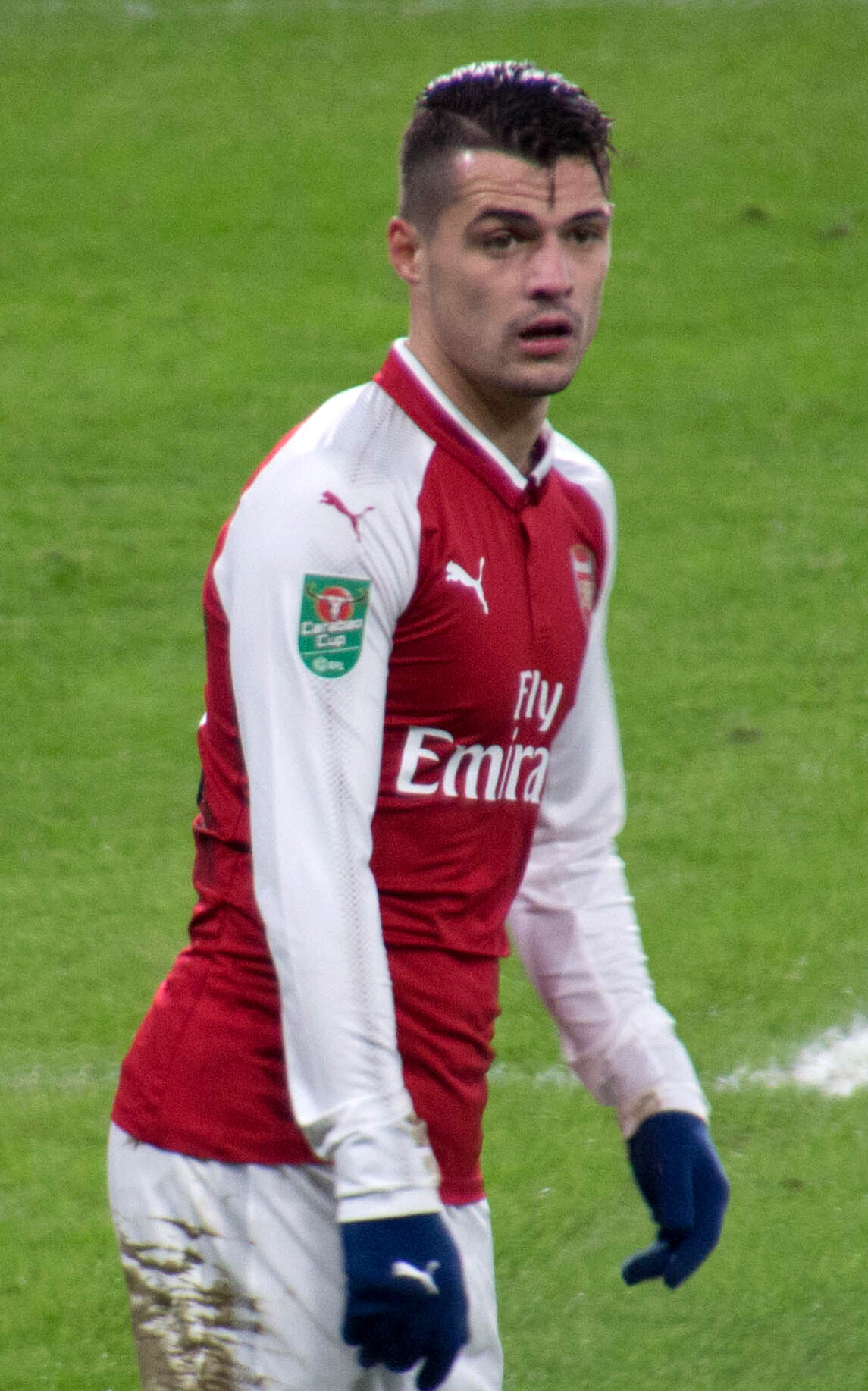
Granit Xhaka con la maglia dell'Arsenal nel 2018

Il 25 maggio 2016 ha firmato per la squadra londinese dell'Arsenal, che lo ha acquistato dal Borussia M'gladbach per 40 milioni di euro. Si impone subito come titolare, segnando il suo primo gol con i gunners il 17 settembre 2016 nel successo per 1-4 contro l'Hull City, e scendendo in campo in campionato in 32 occasioni nel corso della sua prima stagione a Londra (in cui ha vinto l'FA Cup in finale contro il Chelsea), mentre nella seconda stagione veste la maglia dell'Arsenal ben 38 volte su 38. Spesso è stato criticato in Inghilterra per la sua tendenza a compiere falli, talvolta anche molto duri.
Il 27 settembre 2019, in seguito a un voto dei giocatori, diviene capitano del club. Tuttavia, un mese esatto dopo, viene sostituito nella sfida (poi pareggiata 2-2) contro il Crystal Palace e lui ha una brutta reazione: fischiato dai tifosi ha lanciato la maglia per terra e li ha insultati pesantemente; viene prima escluso dai convocati per la sfida successiva contro il Wolverhampton, e poi il 5 novembre gli viene revocata la fascia da capitano, poi ereditata da Pierre-Emerick Aubameyang.
Nell'estate 2021 firma un rinnovo di contratto con i Gunners, rinnovo che lega il giocatore svizzero al club inglese fino al 30 giugno 2024.

#### Bayer Leverkusen
Il 6 luglio 2023 dopo sette stagioni torna in Bundesliga per 25 milioni di euro firmando un contratto quinquennale con il Bayer Leverkusen. il 23 febbraio sigla il primo gol nella massima lega contro il Mainz vincendo 2-1, un'altra rete la segna nella schiacciante vittoria per 5-0 contro il Werder Brema, il 14 aprile, dopo una grande stagione per la prima volta nella sua storia vince la Bundesliga da imbattuti sconfiggendo per 5-1 l'Eintracht, proprio in quella partita Xhaka con il suo gol apre le marcature. Il Bayern Leverkusen vince la Coppa di Germania, Xhaka con un tiro dalla lunga distanza segna la rete del 1-0 battendo in finale il Kaiserslautern. Conclude l'esperienza in Germania con 99 presenze totali e 6 goal messi a referto.

#### Sunderland
Dopo due stagioni, il 30 luglio 2025 viene ufficializzato il suo ritorno in Premier League con il passaggio al neo promosso Sunderland, con cui sigla un contratto valido fino al 30 giugno 2028. Appena arrivato, il 14 agosto 2025 viene subito nominato come nuovo capitano dei Black Cats.

### Nazionale

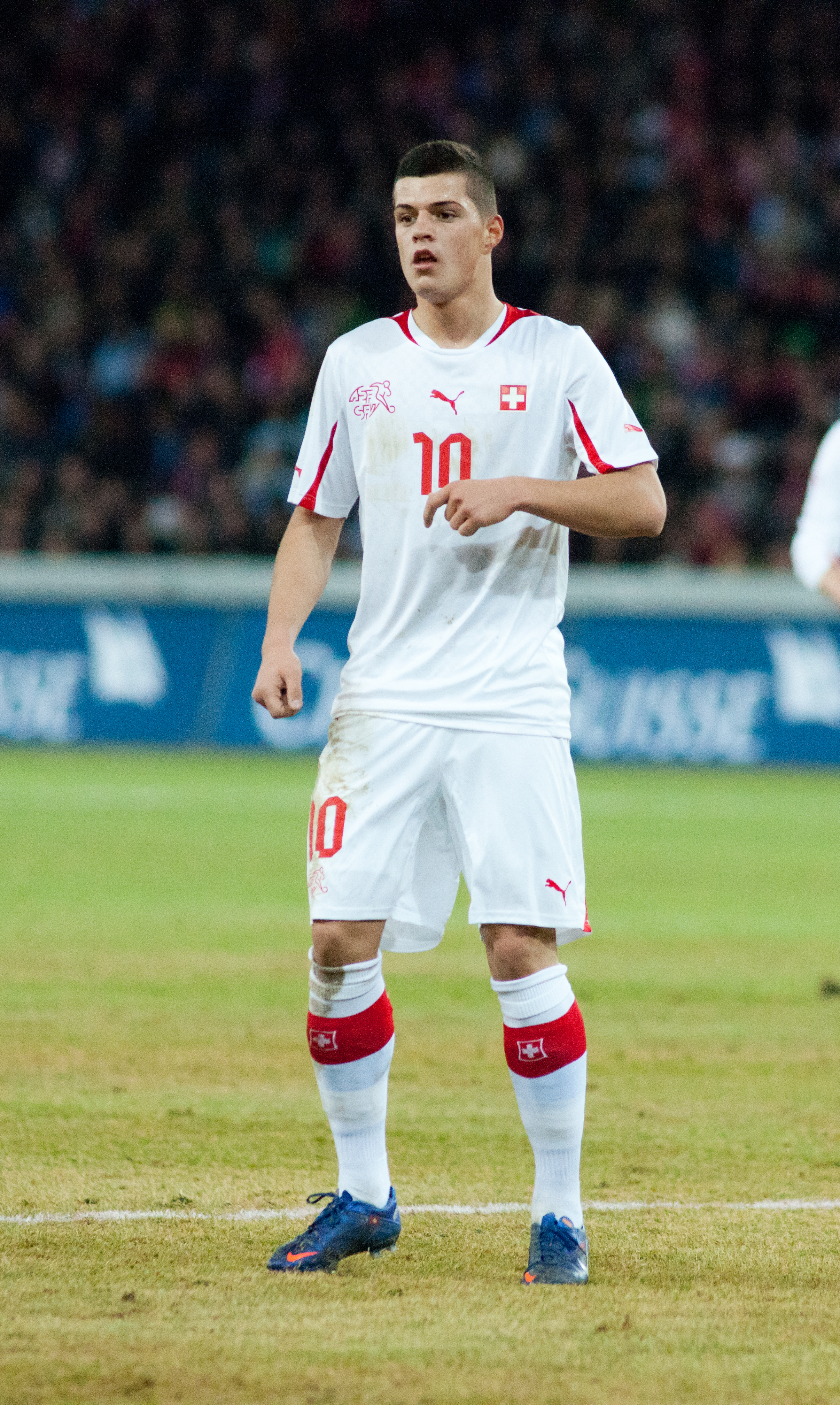
Granit Xhaka con la maglia della Svizzera contro l'Argentina agli ottavi del Mondiale 2014

Ha più volte rappresentato la nazionale under 17, con cui ha vinto il mondiale under 17, andando a segno anche nella vittoria per 4-3 sul Giappone. Ha vestito anche le maglie dell'Under-18 e dell'Under-19 della Svizzera ed ha partecipato, con l'under 21, all'europeo under 21 2011, arrivando secondo dietro la Spagna.
Prima del suo debutto in nazionale con la Svizzera, Xhaka era ancora indeciso se giocare per il suo paese natale o per l'Albania, e si è lamentato con i media sportivi albanesi del fatto che la Federcalcio albanese lo ignorava mentre la Federcalcio svizzera mostrava molto più interesse.
Il 4 giugno 2011 esordisce dunque con la nazionale elvetica, contro l'Inghilterra per le gare valevoli per le qualificazioni agli Europei 2012. Il 15 novembre 2011 segna il suo primo gol con la nazionale maggiore nella partita amichevole contro il Lussemburgo. Va a segno anche durante le qualificazioni al Mondiale 2014, nella vittoria esterna 2-0 ottenuta contro la Slovenia. Convocato per i Mondiali 2014, scende in campo nelle quattro partite giocate dalla selezione elvetica che esce agli ottavi contro l'Argentina ai supplementari.
Dopo i Mondiali il ct Ottmar Hitzfeld viene sostituito da Vladimir Petković: Xhaka continua a essere titolare della sua squadra, venendo spostato dal ruolo di trequartista finendo col giocare davanti alla difesa nel centrocampo a 2 dell'ex tecnico della Lazio.
Convocato per gli Europei 2016 in Francia, nella prima delle tre gare della fase a gironi, vinta 1-0 contro l'Albania, gioca contro suo fratello Taulant che milita nella nazionale albanese; per la prima volta due fratelli si affrontano agli Europei con le maglie di due nazionali diverse. Il 25 giugno seguente, nell'ottavo di finale contro la Polonia, il suo errore ai rigori condanna i rossocrociati all'eliminazione dalla rassegna continentale.
Viene convocato per i Mondiali 2018, dove mette a segno il gol del momentaneo pareggio nella vittoria 2-1 sulla Serbia. Dopo il gol esulta mimando il volo dell’aquila, simbolo dell'Albania e degli albanesi, un'esultanza patriottica che fu letta da parte filo-serba in chiave nazionalista, cosa poi replicata dal compagno di squadra anch'egli di origini albanesi (oltre che nato in Kosovo) Xherdan Shaqiri dopo che quest'ultimo ha segnato il gol del definitivo 2-1; a causa di tale esultanza, e delle successive vivaci polemiche degli antagonisti serbi, lui e Shaqiri sono stati sanzionati dalla FIFA con un ammonimento e una multa di 10.000 franchi svizzeri per condotta dichiarata antisportiva, insieme anche a Stephan Lichtsteiner reo di aver esultato insieme ai due (pur non essendo di origini albanesi), oltre che di aver difeso i due giocatori pubblicamente. Il calciatore d'altro canto precisò le proprie intenzioni, in senso patriottico più che goliardico. Il cammino degli elvetici s'interrompe agli ottavi in cui vengono eliminati dalla Svezia (1-0).
Dopo il Mondiale, in assenza di Lichtsteiner, è diventato capitano della nazionale.
Partecipa come capitano agli Europei 2020, manifestazione in cui la sua squadra supera la fase a gironi (terza nel girone A) e accede dopo 67 anni ai quarti di finale del torneo europeo con l'eliminazione agli ottavi della Francia campione del mondo ai calci di rigore. Durante tale occasione brilla con una grande prestazione individuale, regalando l'assist del pareggio per il 3-3 e vincendo il premio Star of the match come miglior in campo. Ai quarti non ha potuto esserci per squalifica, e gli elvetici sono stati eliminati ai rigori dalla Spagna.
Il 29 marzo 2022, in occasione dell'amichevole pareggiata 1-1 contro il Kosovo, raggiunge quota 100 presenze con la Svizzera.
Convocato per i Mondiali 2022, anche questa volta la Svizzera ha affrontato la Serbia ai gironi; i crociati hanno battuto i serbi per 3-2, con Xhaka che nel secondo tempo è stato coinvolto in una rissa col difensore avversario Nikola Milenković. Gli elvetici sono stati poi eliminati agli ottavi (6-1 dal Portogallo).
Il 15 ottobre 2023, in occasione della sfida pareggiata per 3-3 contro la Bielorussia, raggiunge quota 118 presenze con la selezione elvetica, agganciando al primo posto Heinz Hermann, per poi superarlo il 15 novembre seguente nel pareggio per 1-1 contro Israele.

## Statistiche

### Presenze e reti nei club
Statistiche aggiornate al 30 luglio 2025.
| Stagione                   | Squadra                    | Campionato                 | Campionato | Campionato | Coppe nazionali | Coppe nazionali | Coppe nazionali | Coppe continentali | Coppe continentali | Coppe continentali | Altre coppe | Altre coppe | Altre coppe | Totale | Totale |
| Stagione                   | Squadra                    | Comp                       | Pres       | Reti       | Comp            | Pres            | Reti            | Comp               | Pres               | Reti               | Comp        | Pres        | Reti        | Pres   | Reti   |
| -------------------------- | -------------------------- | -------------------------- | ---------- | ---------- | --------------- | --------------- | --------------- | ------------------ | ------------------ | ------------------ | ----------- | ----------- | ----------- | ------ | ------ |
| 2008-2009                  | Basilea U-21               | PLC                        | 10         | 1          | -               | -               | -               | -                  | -                  | -                  | -           | -           | -           | 10     | 1      |
| 2009-2010                  | Basilea U-21               | PLC                        | 22         | 8          | -               | -               | -               | -                  | -                  | -                  | -           | -           | -           | 22     | 8      |
| ago. 2010                  | Basilea U-21               | PLC                        | 5          | 2          | -               | -               | -               | -                  | -                  | -                  | -           | -           | -           | 5      | 2      |
| Totale Basilea U-21        | Totale Basilea U-21        | Totale Basilea U-21        | 37         | 11         |                 | -               | -               |                    | -                  | -                  |             | -           | -           | 37     | 11     |
| 2010-2011                  | Basilea                    | SL                         | 20         | 1          | CS              | 3               | 0               | UCL+UEL            | 4+2                | 1+0                | -           | -           | -           | 29     | 2      |
| 2011-2012                  | Basilea                    | SL                         | 24         | 1          | CS              | 6               | 0               | UCL                | 8                  | 0                  | -           | -           | -           | 38     | 1      |
| Totale Basilea             | Totale Basilea             | Totale Basilea             | 44         | 2          |                 | 9               | 0               |                    | 14                 | 1                  |             | -           | -           | 67     | 3      |
| 2012-2013                  | Borussia M'gladbach        | BL                         | 22         | 1          | CG              | 2               | 0               | UCL+UEL            | 2+7                | 0                  | -           | -           | -           | 33     | 1      |
| 2013-2014                  | Borussia M'gladbach        | BL                         | 28         | 0          | CG              | 1               | 0               | -                  | -                  | -                  | -           | -           | -           | 29     | 0      |
| 2014-2015                  | Borussia M'gladbach        | BL                         | 30         | 2          | CG              | 3               | 0               | UEL                | 9                  | 3                  | -           | -           | -           | 42     | 5      |
| 2015-2016                  | Borussia M'gladbach        | BL                         | 28         | 3          | CG              | 3               | 0               | UCL                | 5                  | 0                  | -           | -           | -           | 36     | 3      |
| Totale Borussia M'gladbach | Totale Borussia M'gladbach | Totale Borussia M'gladbach | 108        | 6          |                 | 9               | 0               |                    | 23                 | 3                  |             | -           | -           | 140    | 9      |
| 2016-2017                  | Arsenal                    | PL                         | 32         | 2          | FACup+CdL       | 5+2             | 0+1             | UCL                | 7                  | 1                  | -           | -           | -           | 46     | 4      |
| 2017-2018                  | Arsenal                    | PL                         | 38         | 1          | FACup+CdL       | 0+3             | 1               | UEL                | 6                  | 1                  | CS          | 1           | 0           | 48     | 3      |
| 2018-2019                  | Arsenal                    | PL                         | 29         | 4          | FACup+CdL       | 1+1             | 0               | UEL                | 9                  | 0                  | -           | -           | -           | 40     | 4      |
| 2019-2020                  | Arsenal                    | PL                         | 31         | 1          | FACup+CdL       | 6+0             | 0               | UEL                | 4                  | 0                  | -           | -           | -           | 41     | 1      |
| 2020-2021                  | Arsenal                    | PL                         | 31         | 1          | FACup+CdL       | 2+1             | 0               | UEL                | 10                 | 0                  | CS          | 1           | 0           | 45     | 1      |
| 2021-2022                  | Arsenal                    | PL                         | 27         | 1          | FACup+CdL       | 0+3             | 0               | -                  | -                  | -                  | -           | -           | -           | 30     | 1      |
| 2022-2023                  | Arsenal                    | PL                         | 37         | 7          | FACup+CdL       | 2+1             | 0               | UEL                | 7                  | 2                  | -           | -           | -           | 47     | 9      |
| Totale Arsenal             | Totale Arsenal             | Totale Arsenal             | 225        | 17         |                 | 27              | 2               |                    | 43                 | 4                  |             | 2           | 0           | 297    | 23     |
| 2023-2024                  | Bayer Leverkusen           | BL                         | 33         | 3          | CG              | 6               | 1               | UEL                | 11                 | 0                  | -           | -           | -           | 50     | 4      |
| 2024-2025                  | Bayer Leverkusen           | BL                         | 33         | 2          | CG              | 5               | 0               | UCL                | 10                 | 0                  | SG          | 1           | 0           | 49     | 2      |
| Totale Bayer Leverkusen    | Totale Bayer Leverkusen    | Totale Bayer Leverkusen    | 66         | 5          |                 | 11              | 1               |                    | 21                 | 0                  |             | 1           | 0           | 99     | 6      |
| 2025-2026                  | Sunderland                 | PL                         | -          | -          | FACup+CdL       | -               | -               | -                  | -                  | -                  | -           | -           | -           | -      | -      |
| Totale carriera            | Totale carriera            | Totale carriera            | 480        | 41         |                 | 56              | 3               |                    | 101                | 8                  |             | 3           | 0           | 640    | 52     |

### Cronologia di presenze e reti in nazionale

#### Nazionale maggiore
| Cronologia completa delle presenze e delle reti in nazionale ― Svizzera | Cronologia completa delle presenze e delle reti in nazionale ― Svizzera | Cronologia completa delle presenze e delle reti in nazionale ― Svizzera | Cronologia completa delle presenze e delle reti in nazionale ― Svizzera | Cronologia completa delle presenze e delle reti in nazionale ― Svizzera | Cronologia completa delle presenze e delle reti in nazionale ― Svizzera | Cronologia completa delle presenze e delle reti in nazionale ― Svizzera | Cronologia completa delle presenze e delle reti in nazionale ― Svizzera |
| Data                                                                    | Città                                                                   | In casa                                                                 | Risultato                                                               | Ospiti                                                                  | Competizione                                                            | Reti                                                                    | Note                                                                    |
| ----------------------------------------------------------------------- | ----------------------------------------------------------------------- | ----------------------------------------------------------------------- | ----------------------------------------------------------------------- | ----------------------------------------------------------------------- | ----------------------------------------------------------------------- | ----------------------------------------------------------------------- | ----------------------------------------------------------------------- |
| 4-6-2011                                                                | Londra                                                                  | Inghilterra                                                             | 2 – 2                                                                   | Svizzera                                                                | Qual. Euro 2012                                                         | -                                                                       |                                                                         |
| 6-9-2011                                                                | Basilea                                                                 | Svizzera                                                                | 3 – 1                                                                   | Bulgaria                                                                | Qual. Euro 2012                                                         | -                                                                       | 88’                                                                     |
| 7-10-2011                                                               | Swansea                                                                 | Galles                                                                  | 2 – 0                                                                   | Svizzera                                                                | Qual. Euro 2012                                                         | -                                                                       | 81’                                                                     |
| 11-10-2011                                                              | Basilea                                                                 | Svizzera                                                                | 2 – 0                                                                   | Montenegro                                                              | Qual. Euro 2012                                                         | -                                                                       | 85’                                                                     |
| 11-11-2011                                                              | Amsterdam                                                               | Paesi Bassi                                                             | 0 – 0                                                                   | Svizzera                                                                | Amichevole                                                              | -                                                                       | 86’                                                                     |
| 15-11-2011                                                              | Lussemburgo                                                             | Lussemburgo                                                             | 0 – 1                                                                   | Svizzera                                                                | Amichevole                                                              | 1                                                                       | 63’                                                                     |
| 29-2-2012                                                               | Berna                                                                   | Svizzera                                                                | 1 – 3                                                                   | Argentina                                                               | Amichevole                                                              | -                                                                       |                                                                         |
| 26-5-2012                                                               | Basilea                                                                 | Svizzera                                                                | 5 – 3                                                                   | Germania                                                                | Amichevole                                                              | -                                                                       | 89’                                                                     |
| 30-5-2012                                                               | Lucerna                                                                 | Svizzera                                                                | 0 – 1                                                                   | Romania                                                                 | Amichevole                                                              | -                                                                       | 76’                                                                     |
| 15-8-2012                                                               | Spalato                                                                 | Croazia                                                                 | 2 – 4                                                                   | Svizzera                                                                | Amichevole                                                              | 1                                                                       |                                                                         |
| 7-9-2012                                                                | Lubiana                                                                 | Slovenia                                                                | 0 – 2                                                                   | Svizzera                                                                | Qual. Mondiali 2014                                                     | 1                                                                       | 85’                                                                     |
| 11-9-2012                                                               | Lucerna                                                                 | Svizzera                                                                | 2 – 0                                                                   | Albania                                                                 | Qual. Mondiali 2014                                                     | -                                                                       | 90+1’                                                                   |
| 12-10-2012                                                              | Berna                                                                   | Svizzera                                                                | 1 – 1                                                                   | Norvegia                                                                | Qual. Mondiali 2014                                                     | -                                                                       |                                                                         |
| 16-10-2012                                                              | Reykjavík                                                               | Islanda                                                                 | 0 – 2                                                                   | Svizzera                                                                | Qual. Mondiali 2014                                                     | -                                                                       |                                                                         |
| 14-11-2012                                                              | Susa                                                                    | Tunisia                                                                 | 1 – 2                                                                   | Svizzera                                                                | Amichevole                                                              | -                                                                       | 63’ 72’                                                                 |
| 6-2-2013                                                                | Atene                                                                   | Grecia                                                                  | 0 – 0                                                                   | Svizzera                                                                | Amichevole                                                              | -                                                                       |                                                                         |
| 23-3-2013                                                               | Strovolos                                                               | Cipro                                                                   | 0 – 0                                                                   | Svizzera                                                                | Qual. Mondiali 2014                                                     | -                                                                       | 46’                                                                     |
| 14-8-2013                                                               | Basilea                                                                 | Svizzera                                                                | 1 – 0                                                                   | Brasile                                                                 | Amichevole                                                              | -                                                                       |                                                                         |
| 6-9-2013                                                                | Berna                                                                   | Svizzera                                                                | 4 – 4                                                                   | Islanda                                                                 | Qual. Mondiali 2014                                                     | -                                                                       | 76’                                                                     |
| 10-9-2013                                                               | Oslo                                                                    | Norvegia                                                                | 0 – 2                                                                   | Svizzera                                                                | Qual. Mondiali 2014                                                     | -                                                                       | 90+4’                                                                   |
| 11-10-2013                                                              | Tirana                                                                  | Albania                                                                 | 1 – 2                                                                   | Svizzera                                                                | Qual. Mondiali 2014                                                     | -                                                                       |                                                                         |
| 15-10-2013                                                              | Berna                                                                   | Svizzera                                                                | 1 – 0                                                                   | Slovenia                                                                | Qual. Mondiali 2014                                                     | 1                                                                       | 40’                                                                     |
| 15-11-2013                                                              | Seul                                                                    | Corea del Sud                                                           | 2 – 1                                                                   | Svizzera                                                                | Amichevole                                                              | -                                                                       |                                                                         |
| 5-3-2014                                                                | San Gallo                                                               | Svizzera                                                                | 2 – 2                                                                   | Croazia                                                                 | Amichevole                                                              | -                                                                       | 79’                                                                     |
| 30-5-2014                                                               | Lucerna                                                                 | Svizzera                                                                | 1 – 0                                                                   | Giamaica                                                                | Amichevole                                                              | -                                                                       | 76’                                                                     |
| 3-6-2014                                                                | Lucerna                                                                 | Svizzera                                                                | 2 – 0                                                                   | Perù                                                                    | Amichevole                                                              | -                                                                       | 64’                                                                     |
| 15-6-2014                                                               | Brasilia                                                                | Svizzera                                                                | 2 – 1                                                                   | Ecuador                                                                 | Mondiali 2014 - 1º turno                                                | -                                                                       |                                                                         |
| 20-6-2014                                                               | Salvador                                                                | Svizzera                                                                | 2 – 5                                                                   | Francia                                                                 | Mondiali 2014 - 1º turno                                                | 1                                                                       |                                                                         |
| 25-6-2014                                                               | Manaus                                                                  | Honduras                                                                | 0 – 3                                                                   | Svizzera                                                                | Mondiali 2014 - 1º turno                                                | -                                                                       | 77’                                                                     |
| 1-7-2014                                                                | San Paolo                                                               | Argentina                                                               | 1 – 0                                                                   | Svizzera                                                                | Mondiali 2014 - Ottavi di finale                                        | -                                                                       | 36’ 73’                                                                 |
| 8-9-2014                                                                | Basilea                                                                 | Svizzera                                                                | 0 – 2                                                                   | Inghilterra                                                             | Qual. Euro 2016                                                         | -                                                                       | 74’                                                                     |
| 9-10-2014                                                               | Maribor                                                                 | Slovenia                                                                | 1 – 0                                                                   | Svizzera                                                                | Qual. Euro 2016                                                         | -                                                                       |                                                                         |
| 14-10-2014                                                              | Serravalle                                                              | San Marino                                                              | 0 – 4                                                                   | Svizzera                                                                | Qual. Euro 2016                                                         | -                                                                       |                                                                         |
| 27-3-2015                                                               | Lucerna                                                                 | Svizzera                                                                | 3 – 0                                                                   | Estonia                                                                 | Qual. Euro 2016                                                         | 1                                                                       |                                                                         |
| 31-3-2015                                                               | Zurigo                                                                  | Svizzera                                                                | 1 – 1                                                                   | Stati Uniti                                                             | Amichevole                                                              | -                                                                       | 46’                                                                     |
| 14-6-2015                                                               | Vilnius                                                                 | Lituania                                                                | 1 – 2                                                                   | Svizzera                                                                | Qual. Euro 2016                                                         | -                                                                       | 44’                                                                     |
| 5-9-2015                                                                | Basilea                                                                 | Svizzera                                                                | 3 – 2                                                                   | Slovenia                                                                | Qual. Euro 2016                                                         | -                                                                       |                                                                         |
| 8-9-2015                                                                | Londra                                                                  | Inghilterra                                                             | 2 – 0                                                                   | Svizzera                                                                | Qual. Euro 2016                                                         | -                                                                       |                                                                         |
| 12-10-2015                                                              | Tallinn                                                                 | Estonia                                                                 | 0 – 1                                                                   | Svizzera                                                                | Qual. Euro 2016                                                         | -                                                                       | 80’                                                                     |
| 25-3-2016                                                               | Dublino                                                                 | Irlanda                                                                 | 1 – 0                                                                   | Svizzera                                                                | Amichevole                                                              | -                                                                       | 60’                                                                     |
| 29-3-2016                                                               | Zurigo                                                                  | Svizzera                                                                | 0 – 2                                                                   | Bosnia ed Erzegovina                                                    | Amichevole                                                              | -                                                                       |                                                                         |
| 28-5-2016                                                               | Lancy                                                                   | Svizzera                                                                | 1 – 2                                                                   | Belgio                                                                  | Amichevole                                                              | -                                                                       |                                                                         |
| 3-6-2016                                                                | Lugano                                                                  | Svizzera                                                                | 2 – 1                                                                   | Moldavia                                                                | Amichevole                                                              | -                                                                       | 10’ 70’                                                                 |
| 11-6-2016                                                               | Lens                                                                    | Albania                                                                 | 0 – 1                                                                   | Svizzera                                                                | Euro 2016 - 1º turno                                                    | -                                                                       | 61’                                                                     |
| 15-6-2016                                                               | Parigi                                                                  | Romania                                                                 | 1 – 1                                                                   | Svizzera                                                                | Euro 2016 - 1º turno                                                    | -                                                                       | 50’                                                                     |
| 19-6-2016                                                               | Lilla                                                                   | Svizzera                                                                | 0 – 0                                                                   | Francia                                                                 | Euro 2016 - 1º turno                                                    | -                                                                       |                                                                         |
| 25-6-2016                                                               | Saint-Étienne                                                           | Svizzera                                                                | 1 – 1 dts (4 – 5 dtr)                                                   | Polonia                                                                 | Euro 2016 - Ottavi di finale                                            | -                                                                       |                                                                         |
| 6-9-2016                                                                | Basilea                                                                 | Svizzera                                                                | 2 – 0                                                                   | Portogallo                                                              | Qual. Mondiali 2018                                                     | -                                                                       | 71’, 90+3’                                                              |
| 10-10-2016                                                              | Andorra la Vella                                                        | Andorra                                                                 | 1 – 2                                                                   | Svizzera                                                                | Qual. Mondiali 2018                                                     | -                                                                       | cap.                                                                    |
| 13-11-2016                                                              | Lucerna                                                                 | Svizzera                                                                | 2 – 0                                                                   | Fær Øer                                                                 | Qual. Mondiali 2018                                                     | -                                                                       |                                                                         |
| 25-3-2017                                                               | Ginevra                                                                 | Svizzera                                                                | 1 – 0                                                                   | Lettonia                                                                | Qual. Mondiali 2018                                                     | -                                                                       |                                                                         |
| 1-6-2017                                                                | Neuchâtel                                                               | Svizzera                                                                | 1 – 0                                                                   | Bielorussia                                                             | Amichevole                                                              | -                                                                       | 65’ 88’                                                                 |
| 9-6-2017                                                                | Tórshavn                                                                | Fær Øer                                                                 | 0 – 2                                                                   | Svizzera                                                                | Qual. Mondiali 2018                                                     | 1                                                                       |                                                                         |
| 31-8-2017                                                               | San Gallo                                                               | Svizzera                                                                | 3 – 0                                                                   | Andorra                                                                 | Qual. Mondiali 2018                                                     | -                                                                       | 66’                                                                     |
| 3-9-2017                                                                | Riga                                                                    | Lettonia                                                                | 0 – 3                                                                   | Svizzera                                                                | Qual. Mondiali 2018                                                     | -                                                                       | 77’                                                                     |
| 7-10-2017                                                               | Basilea                                                                 | Svizzera                                                                | 5 – 2                                                                   | Ungheria                                                                | Qual. Mondiali 2018                                                     | 1                                                                       |                                                                         |
| 10-10-2017                                                              | Lisbona                                                                 | Portogallo                                                              | 2 – 0                                                                   | Svizzera                                                                | Qual. Mondiali 2018                                                     | -                                                                       |                                                                         |
| 9-11-2017                                                               | Belfast                                                                 | Irlanda del Nord                                                        | 0 – 1                                                                   | Svizzera                                                                | Qual. Mondiali 2018                                                     | -                                                                       |                                                                         |
| 12-11-2017                                                              | Lisbona                                                                 | Svizzera                                                                | 0 – 0                                                                   | Irlanda del Nord                                                        | Qual. Mondiali 2018                                                     | -                                                                       |                                                                         |
| 23-3-2018                                                               | Atene                                                                   | Grecia                                                                  | 0 – 1                                                                   | Svizzera                                                                | Amichevole                                                              | -                                                                       |                                                                         |
| 27-3-2018                                                               | Basilea                                                                 | Svizzera                                                                | 6 – 0                                                                   | Panama                                                                  | Amichevole                                                              | 1                                                                       | 69’                                                                     |
| 8-6-2018                                                                | Lugano                                                                  | Svizzera                                                                | 2 – 0                                                                   | Giappone                                                                | Amichevole                                                              | -                                                                       |                                                                         |
| 17-6-2018                                                               | Rostov sul Don                                                          | Brasile                                                                 | 1 – 1                                                                   | Svizzera                                                                | Mondiali 2018 - 1º turno                                                | -                                                                       |                                                                         |
| 22-6-2018                                                               | Kaliningrad                                                             | Serbia                                                                  | 1 – 2                                                                   | Svizzera                                                                | Mondiali 2018 - 1º turno                                                | 1                                                                       |                                                                         |
| 27-6-2018                                                               | Nižnij Novgorod                                                         | Svizzera                                                                | 2 – 2                                                                   | Costa Rica                                                              | Mondiali 2018 - 1º turno                                                | -                                                                       |                                                                         |
| 3-7-2018                                                                | San Pietroburgo                                                         | Svezia                                                                  | 1 – 0                                                                   | Svizzera                                                                | Mondiali 2018 - Ottavi di finale                                        | -                                                                       | 68’                                                                     |
| 8-9-2018                                                                | San Gallo                                                               | Svizzera                                                                | 6 – 0                                                                   | Islanda                                                                 | UEFA Nations League 2018-2019 - 1º turno                                | -                                                                       | cap. 82’                                                                |
| 11-9-2018                                                               | Leicester                                                               | Inghilterra                                                             | 1 – 0                                                                   | Svizzera                                                                | Amichevole                                                              | -                                                                       |                                                                         |
| 12-10-2018                                                              | Bruxelles                                                               | Belgio                                                                  | 2 – 1                                                                   | Svizzera                                                                | UEFA Nations League 2018-2019 - 1º turno                                | -                                                                       | cap.                                                                    |
| 15-10-2018                                                              | Reykjavík                                                               | Islanda                                                                 | 1 – 2                                                                   | Svizzera                                                                | UEFA Nations League 2018-2019 - 1º turno                                | -                                                                       | cap.                                                                    |
| 14-11-2018                                                              | Lugano                                                                  | Svizzera                                                                | 0 – 1                                                                   | Qatar                                                                   | Amichevole                                                              | -                                                                       | cap. 46’                                                                |
| 18-11-2018                                                              | Lucerna                                                                 | Svizzera                                                                | 5 – 2                                                                   | Belgio                                                                  | UEFA Nations League 2018-2019 - 1º turno                                | -                                                                       | cap. 38’                                                                |
| 23-3-2019                                                               | Tbilisi                                                                 | Georgia                                                                 | 0 – 2                                                                   | Svizzera                                                                | Qual. Euro 2020                                                         | -                                                                       | 89’                                                                     |
| 26-3-2019                                                               | Basilea                                                                 | Svizzera                                                                | 3 – 3                                                                   | Danimarca                                                               | Qual. Euro 2020                                                         | 1                                                                       | cap. 79’                                                                |
| 5-6-2019                                                                | Porto                                                                   | Portogallo                                                              | 3 – 1                                                                   | Svizzera                                                                | UEFA Nations League 2018-2019 - Semifinale                              | -                                                                       | cap. 66’                                                                |
| 9-6-2019                                                                | Guimarães                                                               | Svizzera                                                                | 0 – 0 dts (5 – 6 dtr)                                                   | Inghilterra                                                             | UEFA Nations League 2018-2019 - Finale 3º posto                         | -                                                                       | cap. 116’                                                               |
| 5-9-2019                                                                | Dublino                                                                 | Irlanda                                                                 | 1 – 1                                                                   | Svizzera                                                                | Qual. Euro 2020                                                         | -                                                                       | cap.                                                                    |
| 8-9-2019                                                                | Sion                                                                    | Svizzera                                                                | 4 – 0                                                                   | Gibilterra                                                              | Qual. Euro 2020                                                         | -                                                                       | cap. 74’                                                                |
| 12-10-2019                                                              | Copenaghen                                                              | Danimarca                                                               | 1 – 0                                                                   | Svizzera                                                                | Qual. Euro 2020                                                         | -                                                                       |                                                                         |
| 15-10-2019                                                              | Lancy                                                                   | Svizzera                                                                | 2 – 0                                                                   | Irlanda                                                                 | Qual. Euro 2020                                                         | -                                                                       | 32’                                                                     |
| 15-11-2019                                                              | San Gallo                                                               | Svizzera                                                                | 1 – 0                                                                   | Georgia                                                                 | Qual. Euro 2020                                                         | -                                                                       |                                                                         |
| 18-11-2019                                                              | Gibilterra                                                              | Gibilterra                                                              | 1 – 6                                                                   | Svizzera                                                                | Qual. Euro 2020                                                         | 1                                                                       | cap.                                                                    |
| 3-9-2020                                                                | Leopoli                                                                 | Ucraina                                                                 | 2 – 1                                                                   | Svizzera                                                                | UEFA Nations League 2020-2021 - 1º turno                                | -                                                                       | cap.                                                                    |
| 6-9-2020                                                                | Basilea                                                                 | Svizzera                                                                | 1 – 1                                                                   | Germania                                                                | UEFA Nations League 2020-2021 - 1º turno                                | -                                                                       | cap.                                                                    |
| 7-10-2020                                                               | San Gallo                                                               | Svizzera                                                                | 1 – 2                                                                   | Croazia                                                                 | Amichevole                                                              | -                                                                       | cap. 46’                                                                |
| 10-10-2020                                                              | Madrid                                                                  | Spagna                                                                  | 1 – 0                                                                   | Svizzera                                                                | UEFA Nations League 2020-2021 - 1º turno                                | -                                                                       | cap.                                                                    |
| 13-10-2020                                                              | Colonia                                                                 | Germania                                                                | 3 – 3                                                                   | Svizzera                                                                | UEFA Nations League 2020-2021 - 1º turno                                | -                                                                       | cap. 51’                                                                |
| 11-11-2020                                                              | Lovanio                                                                 | Belgio                                                                  | 2 – 1                                                                   | Svizzera                                                                | Amichevole                                                              | -                                                                       | cap. 46’                                                                |
| 14-11-2020                                                              | Basilea                                                                 | Svizzera                                                                | 1 – 1                                                                   | Spagna                                                                  | UEFA Nations League 2020-2021 - 1º turno                                | -                                                                       | cap.                                                                    |
| 25-3-2021                                                               | Sofia                                                                   | Bulgaria                                                                | 1 – 3                                                                   | Svizzera                                                                | Qual. Mondiali 2022                                                     | -                                                                       | cap.                                                                    |
| 28-3-2021                                                               | San Gallo                                                               | Svizzera                                                                | 1 – 0                                                                   | Lituania                                                                | Qual. Mondiali 2022                                                     | -                                                                       | cap.                                                                    |
| 31-3-2021                                                               | San Gallo                                                               | Svizzera                                                                | 3 – 2                                                                   | Finlandia                                                               | Amichevole                                                              | -                                                                       | 46’ 68’                                                                 |
| 30-5-2021                                                               | San Gallo                                                               | Svizzera                                                                | 2 – 1                                                                   | Stati Uniti                                                             | Amichevole                                                              | -                                                                       | cap.                                                                    |
| 3-6-2021                                                                | San Gallo                                                               | Svizzera                                                                | 7 – 0                                                                   | Liechtenstein                                                           | Amichevole                                                              | -                                                                       | 46’                                                                     |
| 12-6-2021                                                               | Baku                                                                    | Galles                                                                  | 1 – 1                                                                   | Svizzera                                                                | Euro 2020 - 1º turno                                                    | -                                                                       | cap.                                                                    |
| 16-6-2021                                                               | Roma                                                                    | Italia                                                                  | 3 – 0                                                                   | Svizzera                                                                | Euro 2020 - 1º turno                                                    | -                                                                       | cap.                                                                    |
| 20-6-2021                                                               | Baku                                                                    | Svizzera                                                                | 3 – 1                                                                   | Turchia                                                                 | Euro 2020 - 1º turno                                                    | -                                                                       | cap. 78’                                                                |
| 28-6-2021                                                               | Bucarest                                                                | Francia                                                                 | 3 – 3 dts (4 – 5 dtr)                                                   | Svizzera                                                                | Euro 2020 - Ottavi di finale                                            | -                                                                       | cap. 76’                                                                |
| 26-3-2022                                                               | Londra                                                                  | Inghilterra                                                             | 2 – 1                                                                   | Svizzera                                                                | Amichevole                                                              | -                                                                       | cap.                                                                    |
| 29-3-2022                                                               | Zurigo                                                                  | Svizzera                                                                | 1 – 1                                                                   | Kosovo                                                                  | Amichevole                                                              | -                                                                       | cap. 63’                                                                |
| 2-6-2022                                                                | Praga                                                                   | Rep. Ceca                                                               | 2 – 1                                                                   | Svizzera                                                                | UEFA Nations League 2022-2023 - 1º turno                                | -                                                                       | cap.                                                                    |
| 5-6-2022                                                                | Lisbona                                                                 | Portogallo                                                              | 4 – 0                                                                   | Svizzera                                                                | UEFA Nations League 2022-2023 - 1º turno                                | -                                                                       | cap.                                                                    |
| 9-6-2022                                                                | Lancy                                                                   | Svizzera                                                                | 0 – 1                                                                   | Spagna                                                                  | UEFA Nations League 2022-2023 - 1º turno                                | -                                                                       | cap.                                                                    |
| 12-6-2022                                                               | Lancy                                                                   | Svizzera                                                                | 1 – 0                                                                   | Portogallo                                                              | UEFA Nations League 2022-2023 - 1º turno                                | -                                                                       | cap.                                                                    |
| 24-9-2022                                                               | Saragozza                                                               | Spagna                                                                  | 1 – 2                                                                   | Svizzera                                                                | UEFA Nations League 2022-2023 - 1º turno                                | -                                                                       | cap.                                                                    |
| 27-9-2022                                                               | San Gallo                                                               | Svizzera                                                                | 2 – 1                                                                   | Rep. Ceca                                                               | UEFA Nations League 2022-2023 - 1º turno                                | -                                                                       | cap.                                                                    |
| 17-11-2022                                                              | Abu Dhabi                                                               | Ghana                                                                   | 2 – 0                                                                   | Svizzera                                                                | Amichevole                                                              | -                                                                       | cap.                                                                    |
| 24-11-2022                                                              | Al Wakrah                                                               | Svizzera                                                                | 1 – 0                                                                   | Camerun                                                                 | Mondiali 2022 - 1º turno                                                | -                                                                       | cap.                                                                    |
| 28-11-2022                                                              | Doha                                                                    | Brasile                                                                 | 1 – 0                                                                   | Svizzera                                                                | Mondiali 2022 - 1º turno                                                | -                                                                       | cap.                                                                    |
| 2-12-2022                                                               | Doha                                                                    | Serbia                                                                  | 2 – 3                                                                   | Svizzera                                                                | Mondiali 2022 - 1º turno                                                | -                                                                       | cap. 90+5’                                                              |
| 6-12-2022                                                               | Lusail                                                                  | Portogallo                                                              | 6 – 1                                                                   | Svizzera                                                                | Mondiali 2022 - Ottavi di finale                                        | -                                                                       | cap.                                                                    |
| 25-3-2023                                                               | Novi Sad                                                                | Bielorussia                                                             | 0 – 5                                                                   | Svizzera                                                                | Qual. Euro 2024                                                         | 1                                                                       | cap. 48’ 66’                                                            |
| 28-3-2023                                                               | Lancy                                                                   | Svizzera                                                                | 3 – 0                                                                   | Israele                                                                 | Qual. Euro 2024                                                         | -                                                                       | cap.                                                                    |
| 16-6-2023                                                               | Andorra la Vella                                                        | Andorra                                                                 | 1 – 2                                                                   | Svizzera                                                                | Qual. Euro 2024                                                         | -                                                                       | cap.                                                                    |
| 19-6-2023                                                               | Lucerna                                                                 | Svizzera                                                                | 2 – 2                                                                   | Romania                                                                 | Qual. Euro 2024                                                         | -                                                                       | cap.                                                                    |
| 9-9-2023                                                                | Pristina                                                                | Kosovo                                                                  | 2 – 2                                                                   | Svizzera                                                                | Qual. Euro 2024                                                         | -                                                                       | cap.                                                                    |
| 12-9-2023                                                               | Sion                                                                    | Svizzera                                                                | 3 – 0                                                                   | Andorra                                                                 | Qual. Euro 2024                                                         | 1                                                                       | cap.                                                                    |
| 15-10-2023                                                              | San Gallo                                                               | Svizzera                                                                | 3 – 3                                                                   | Bielorussia                                                             | Qual. Euro 2024                                                         | -                                                                       | cap.                                                                    |
| 15-11-2023                                                              | Felcsút                                                                 | Israele                                                                 | 1 – 1                                                                   | Svizzera                                                                | Qual. Euro 2024                                                         | -                                                                       | cap.                                                                    |
| 18-11-2023                                                              | Basilea                                                                 | Svizzera                                                                | 1 – 1                                                                   | Kosovo                                                                  | Qual. Euro 2024                                                         | -                                                                       | cap. 58’                                                                |
| 21-11-2023                                                              | Bucarest                                                                | Romania                                                                 | 1 – 0                                                                   | Svizzera                                                                | Qual. Euro 2024                                                         | -                                                                       | cap. 54’                                                                |
| 23-3-2024                                                               | Copenaghen                                                              | Danimarca                                                               | 0 – 0                                                                   | Svizzera                                                                | Amichevole                                                              | -                                                                       | cap. 68’                                                                |
| 26-3-2024                                                               | Dublino                                                                 | Irlanda                                                                 | 0 – 1                                                                   | Svizzera                                                                | Amichevole                                                              | -                                                                       | cap. 46’                                                                |
| 4-6-2024                                                                | Lucerna                                                                 | Svizzera                                                                | 4 – 0                                                                   | Estonia                                                                 | Amichevole                                                              | -                                                                       | cap. 74’                                                                |
| 8-6-2024                                                                | San Gallo                                                               | Svizzera                                                                | 1 – 1                                                                   | Austria                                                                 | Amichevole                                                              | -                                                                       | cap. 57’ 77’                                                            |
| 15-6-2024                                                               | Colonia                                                                 | Ungheria                                                                | 1 – 3                                                                   | Svizzera                                                                | Euro 2024 - 1º turno                                                    | -                                                                       | cap.                                                                    |
| 19-6-2024                                                               | Colonia                                                                 | Scozia                                                                  | 1 – 1                                                                   | Svizzera                                                                | Euro 2024 - 1º turno                                                    | -                                                                       | cap.                                                                    |
| 23-6-2024                                                               | Francoforte sul Meno                                                    | Svizzera                                                                | 1 – 1                                                                   | Germania                                                                | Euro 2024 - 1º turno                                                    | -                                                                       | cap. 67’                                                                |
| 29-6-2024                                                               | Berlino                                                                 | Svizzera                                                                | 2 – 0                                                                   | Italia                                                                  | Euro 2024 - Ottavi di finale                                            | -                                                                       | cap.                                                                    |
| 6-7-2024                                                                | Düsseldorf                                                              | Inghilterra                                                             | 1 – 1 dts (5 – 3 dtr)                                                   | Svizzera                                                                | Euro 2024 - Quarti di finale                                            | -                                                                       | cap.                                                                    |
| 5-9-2024                                                                | Copenaghen                                                              | Danimarca                                                               | 2 – 0                                                                   | Svizzera                                                                | UEFA Nations League 2024-2025 - 1º turno                                | -                                                                       | cap. 83’, 87’                                                           |
| 12-10-2024                                                              | Leskovac                                                                | Serbia                                                                  | 2 – 0                                                                   | Svizzera                                                                | UEFA Nations League 2024-2025 - 1º turno                                | -                                                                       | cap.                                                                    |
| 15-10-2024                                                              | San Gallo                                                               | Svizzera                                                                | 2 – 2                                                                   | Danimarca                                                               | UEFA Nations League 2024-2025 - 1º turno                                | -                                                                       | cap.                                                                    |
| 15-11-2024                                                              | Zurigo                                                                  | Svizzera                                                                | 1 – 1                                                                   | Serbia                                                                  | UEFA Nations League 2024-2025 - 1º turno                                | -                                                                       | cap. 35’                                                                |
| 18-11-2024                                                              | Santa Cruz de Tenerife                                                  | Spagna                                                                  | 3 – 2                                                                   | Svizzera                                                                | UEFA Nations League 2024-2025 - 1º turno                                | -                                                                       | cap. 60’                                                                |
| 7-6-2025                                                                | Salt Lake City                                                          | Messico                                                                 | 2 – 4                                                                   | Svizzera                                                                | Amichevole                                                              | -                                                                       | cap. 46’                                                                |
| 10-6-2025                                                               | Nashville                                                               | Stati Uniti                                                             | 0 – 4                                                                   | Svizzera                                                                | Amichevole                                                              | -                                                                       | cap. 66’                                                                |
| Totale                                                                  |                                                                         | Presenze (1º posto)                                                     | 137                                                                     |                                                                         | Reti                                                                    | 14                                                                      |                                                                         |

#### Nazionale under 21
| Cronologia completa delle presenze e delle reti in nazionale ― Svizzera under 21 | Cronologia completa delle presenze e delle reti in nazionale ― Svizzera under 21 | Cronologia completa delle presenze e delle reti in nazionale ― Svizzera under 21 | Cronologia completa delle presenze e delle reti in nazionale ― Svizzera under 21 | Cronologia completa delle presenze e delle reti in nazionale ― Svizzera under 21 | Cronologia completa delle presenze e delle reti in nazionale ― Svizzera under 21 | Cronologia completa delle presenze e delle reti in nazionale ― Svizzera under 21 | Cronologia completa delle presenze e delle reti in nazionale ― Svizzera under 21 |
| Data                                                                             | Città                                                                            | In casa                                                                          | Risultato                                                                        | Ospiti                                                                           | Competizione                                                                     | Reti                                                                             | Note                                                                             |
| -------------------------------------------------------------------------------- | -------------------------------------------------------------------------------- | -------------------------------------------------------------------------------- | -------------------------------------------------------------------------------- | -------------------------------------------------------------------------------- | -------------------------------------------------------------------------------- | -------------------------------------------------------------------------------- | -------------------------------------------------------------------------------- |
| 3-9-2010                                                                         | Lugano                                                                           | Svizzera under 21                                                                | 1 – 0                                                                            | Irlanda under 21                                                                 | Qual. Europeo Under-21 2011                                                      | -                                                                                | 82’                                                                              |
| 11-6-2011                                                                        | Aalborg                                                                          | Danimarca under 21                                                               | 0 – 1                                                                            | Svizzera under 21                                                                | Europeo Under-21 2011 - 1º turno                                                 | -                                                                                |                                                                                  |
| 14-6-2011                                                                        | Aalborg                                                                          | Svizzera under 21                                                                | 2 – 0                                                                            | Islanda under 21                                                                 | Europeo Under-21 2011 - 1º turno                                                 | -                                                                                | 38’ 68’                                                                          |
| 18-6-2011                                                                        | Aarhus                                                                           | Svizzera under 21                                                                | 3 – 0                                                                            | Bielorussia under 21                                                             | Europeo Under-21 2011 - 1º turno                                                 | -                                                                                | 27’ 52’                                                                          |
| 25-6-2011                                                                        | Aarhus                                                                           | Svizzera under 21                                                                | 0 – 2                                                                            | Spagna under 21                                                                  | Europeo Under-21 2011 - Finale                                                   | -                                                                                | 67’                                                                              |
| Totale                                                                           |                                                                                  | Presenze                                                                         | 5                                                                                |                                                                                  | Reti                                                                             | 0                                                                                |                                                                                  |

## Palmarès

### Club
- Campionato svizzero: 2

Basilea: 2010-2011, 2011-2012
- Coppa Svizzera: 1

Basilea: 2011-2012
- Coppa d'Inghilterra: 2

Arsenal: 2016-2017, 2019-2020
- Community Shield: 2

Arsenal: 2017, 2020
- Campionato tedesco: 1

Bayer Leverkusen: 2023-2024
- Coppa di Germania: 1

Bayer Leverkusen: 2023-2024
- Supercoppa di Germania: 1

Bayer Leverkusen: 2024

### Nazionale
- Campionato mondiale Under-17: 1

Nigeria 2009

### Individuale
- Credit Suisse Youth Player of the Year: 1

2012
- Squadra della stagione della UEFA Europa League: 1

2023-2024